# Bittacus wui
Bittacus wui är en näbbsländeart som beskrevs av Zhou 2001. Bittacus wui ingår i släktet Bittacus och familjen styltsländor. Inga underarter finns listade i Catalogue of Life.